# TV조선 주말뉴스 토 일
《TV조선 주말뉴스 토 일》은 대한민국 TV조선에서 주말 오후 7시에 방송되는 TV조선의 메인 뉴스 프로그램이다. 2012년 9월 22일부터 2015년 9월 6일까지 프로그램 TV조선 뉴스 9 후속으로 편성되었다.

## 역대 방송시간
- 2013년 2월 16일 : 매주 주말 오후 6시 30분 ~ 7시 50분
- 2014년 이후 : 매주 주말 오후 7시 ~ 8시 20분(1시간 20분)
- 2015년 8월 1일 이후 : 매주 주말 오후 7시 ~ 8시 (1시간)

## 역대 앵커
- 윤정호, 이승연 (2012년 9월 22일 ~ 2013년 4월)
- 엄성섭, 최윤정 {2015년 3월 ~2015년 5월 31일)
- 김명우, 김자민 (2015년 6월 6일 ~ 2015년 7월 26일)
- 강동원, 김자민 (2015년 8월 1일 ~ 2015년 9월 6일)

## 주요 코너
- 이슈분석
- 집중취재
- 별별랭킹
- 테마 인터뷰
- 깜짝 인터뷰

| TV조선 토요일 프로그램    |                       |               |
| 이전                      | TV조선 주말뉴스 토 일 | 다음          |
| 이슈 해결사 박대장 베스트 | TV조선 주말뉴스 토 일 | 강적들(재)    |
| 오후 5시 50분             | 오후 7시              | 오후 8시 20분 |
|                           |                       |               |

| TV조선 일요일 프로그램   |                       |                   |
| 이전                     | TV조선 주말뉴스 토 일 | 다음              |
| 장성민의 시사탱크 베스트 | TV조선 주말뉴스 토 일 | 이것은 실화다(재) |
| 오후 5시 50분            | 오후 7시              | 오후 8시 20분     |
|                          |                       |                   |